# 128e brigade d'assaut de montagne
Pour les articles homonymes, voir 128e brigade.
La 128e brigade d'assaut de montagne « transcarpatique » (en ukrainien : 128-ма окрема гірсько-штурмова Закарпатська бригада, abrégé en 128 ОГШБр ; numéro d'unité militaire А1556) est une grande unité d'infanterie mécanisée de l'Armée de terre ukrainienne.
Comme son nom l'indique, elle est levée dans l'oblast de Transcarpatie, dépendant du commandement opérationnel ouest.

## Historique
Cette unité porte le numéro 128 car elle est l'héritière d'une longue liste d'unités, ukrainiennes et auparavant soviétiques :
- 128e brigade de montagne de la Garde (2013–2016) ;
- 128e brigade mécanisée de la Garde (2004–2013) ;
- 128e division mécanisée de la Garde (1992–2004) ;
- 128e division de fusiliers motorisés de la Garde (1957–1991) ;
- 128e division de fusiliers de montagne de la Garde (1943–1957) ;
- 83e division de fusiliers de montagne (1936–1943) ;
- 1re division de fusiliers de montagne du Turkestan (1929–1935) ;
- 1re division de fusiliers du Turkestan (1922–1929).

### Création
Durant la guerre civile russe, une 1re division de fusiliers du Turkestan avait été créée à Samara dans l'Armée rouge dès la fin 1919 au sein du front transcaspien ; elle est dissoute dès mars 1920. Un état-major divisionnaire est recréé en 1921 pour commander les troupes autour de Samarcande. Le 12 juillet 1922, l'ancienne 1re devient la 3e division, tandis qu'une brigade est renommée la 1re division de fusiliers du Turkestan. Cette division participe à la répression de la révolte basmatchi, puis elle devient de montagne en 1929, puis est renumérotée 83e lors de la réorganisation de l'Armée rouge en 1935-1936, avec garnison à Achgabat (pour son état-major, deux régiments d'infanterie et celui d'artillerie) et Kouchka (pour le 3e régiment d'infanterie).

### Seconde guerre mondiale
En 1941, la 83e division participe à l'invasion anglo-soviétique de l'Iran. En novembre 1942, la division est affectée au front transcaucasien et combat contre les troupes allemandes durant la bataille du Caucase au sein de la 18e armée soviétique : opération défensive de Touapsé durant l'hiver 1942, puis opération offensive de Krasnodar jusqu'au printemps 1943, avec reprise du Kouban. Le 9 octobre 1943, la division reçoit le titre d'unité de la Garde et est renumérotée, devenant la 128e division de fusiliers de montagne de la Garde.
En décembre 1943, la 128e division fait partie de l'armée côtière pour l'opération Kertch-Eltigen, recevant en avril 1944 l'ordre du Drapeau rouge pour sa participation à la prise de Kertch. En août 1944, la division passe au quatrième front ukrainien, avec affectation dans la 1re armée de la Garde, dans laquelle elle traverse l'Ukraine (offensive Dniepr-Carpates) et la Ruthénie subcarpathique (alors hongroise), finissant la guerre en Tchécoslovaquie (offensive Prague).

### Guerre froide
Après-guerre, la division stationne à Moukatchevo, dans le nouvel oblast de Transcarpatie, correspondant à l'ex Ruthénie subcarpathique. Ce dernier territoire, anciennement hongrois, tchécoslovaque de 1920 à 1938, puis de nouveau hongrois, a été annexé à la RSS d'Ukraine en 1945. De là, la division est envoyée réprimer la révolution hongroise de 1956, jusqu'à Budapest.
Le 15 décembre 1956, l'unité, alors stationnée à Esztergom en république populaire de Hongrie, est renommée 128e division de fusiliers motorisés, devenant ainsi une division d'infanterie mécanisée ; son nom complet était alors la 128e division de fusiliers motorisés de la Garde « Turkestanskaïa » (« du Turkestan »; en russe : «Туркестанская»), décorée de l'ordre du Drapeau rouge. Il s'agissait d'une unité maintenue à 70 % de son effectif, devant être rapidement complétée en cas de mobilisation par l'arrivée de réservistes. De mars à juillet 1958, l'unité est en garnison à Győr, puis elle déménage à Moukatchevo, faisant désormais partie de la 38e armée.
La division est mise en alerte le 8 mai 1968, pour être complétée avec des conscrits de Transcarpatie. Ainsi mise sur le pied de guerre, elle participe à l'« opération Danube » du pacte de Varsovie, qui correspond à l'invasion de la Tchécoslovaquie en 1968, mettant fin au Printemps de Prague. Revenant sur les territoires pris en 1945, elle capture notamment l'aéroport de Prešov en Slovaquie, permettant un pont aérien.
En 1976, la division reçoit un nouveau titre honorifique, en rajoutant à son nom celui du ministre de la Défense, sous la formule « nommée d'après le maréchal de l'Union soviétique A. A. Grechko ». En décembre 1979, son 149e régiment est transféré en RSS d'Ouzbékistan, à Termez près de la frontière afghane, pour être placé sous le commandement de la 201e division. À partir de février 1980, le régiment est engagé dans la guerre d'Afghanistan, jusqu'à février 1989. En mai 1985, la 128e division reçoit une seconde fois l'ordre du Drapeau rouge à l'occasion du 40e anniversaire de la victoire de 1945.

## Unité ukrainienne
À la suite de la déclaration d'indépendance de l'Ukraine le 24 août 1991 (confirmée par le référendum du 1er décembre) et à la disparition de l'URSS le 26 décembre 1991, les Forces armées soviétiques sont théoriquement mises sous contrôle de la CEI (sous le nom de Forces armées conjointes de la CEI), puis très vite les unités des districts militaires des Carpates, de Kiev et d'Odessa forment les Forces armées de l'Ukraine. Si le district des Carpates est maintenu sous ce nom, la 38e armée combinée soviétique (basée à Ivano-Frankivsk) devient le 38e corps d'armée ukrainien, ne conservant qu'une division sur ses trois. La survivante devient ukrainienne le 19 janvier 1992, quand ses hommes ont prêté leur serment d'allégeance à l'Ukraine, puis elle est renommée la 128e division mécanisée de la Garde ; elle comprend alors 300 blindés BTR-70, 220 chars T-64, 132 BMP-1, 72 obusiers de calibre 122 mm D-30, 36 de 152 mm D-1 (uk) et 18 automoteurs de calibre 152 mm 2S3, le tout caserné à Moukatchevo, Oujhorod, Berehove, Peretchyn et Svaliava. En 1998, le district des Carpates devient le commandement opérationnel ouest, avec sous ses ordres, entre autres, la 128e. Le 10 janvier 2000, la division reçoit par décret présidentiel le titre de «Закарпатська» (de Transcarpatie). Le 1er décembre 2004, dans le cadre de la réorganisation de l'armée ukrainienne, la division devient une brigade en conservant son numéro.

### Guerre du Donbass
La brigade est engagée dans la guerre du Donbass où ils prennent position dans l'oblast de Louhansk. Le 1er BTG de la brigade combat notamment pour le contrôle de l'aéroport de Louhansk où ils se retrouvent encerclés. En juin 2014, avec la 80e brigade d'assaut aérien, elle participe à la défense de Chtchastia puis début 2015 à la bataille de Debaltseve. Le 21 janvier, 26 soldats sous le commandement du lieutenant Roman Zhovanyk repousse une attaque des Russes au bastion de Lyokha. La bataille à une altitude de 307,9 mètres au bastion de Valyera près du village de Sanzharivka est l'une des plus sanglantes et des plus difficiles pour les combattants de la brigade lors de la guerre du Donbass - le 25 janvier, les unités de la 128e brigade subissent de lourdes pertes, beaucoup sont blessées, mais la brigade parvient à conserver la hauteur près de Sanzharivka. Cependant, cette hauteur a dû être laissée pour compte : en février, avec d'autres militaires de la brigade et d'autres formations armées, ils se retirent de la ville. Dans le même temps, selon certaines données, la brigade a subi des pertes importantes, notamment 5 combattants qui auraient été capturés et 10 qui seraient morts en quittant l'encerclement.En juin 2015, les militaires de la 128e brigade occupent des positions dans la région de Louhansk, notamment près de Kondrashivka. Le 18 novembre 2015, les références soviétiques que sont le double ordre du Drapeau rouge et la mention « du Turkestan » sont retirées du nom de la division, dans le cadre de la décommunisation ; le 22 août 2016, c'est le titre d'unité de la Garde qui est enlevé, mais en lui laissant la mention « de Transcarpatie » (référence aux combats de 1945, mais aussi à son oblast de recrutement). En 2018, elle prend le nom de brigade d'assaut de montagne.

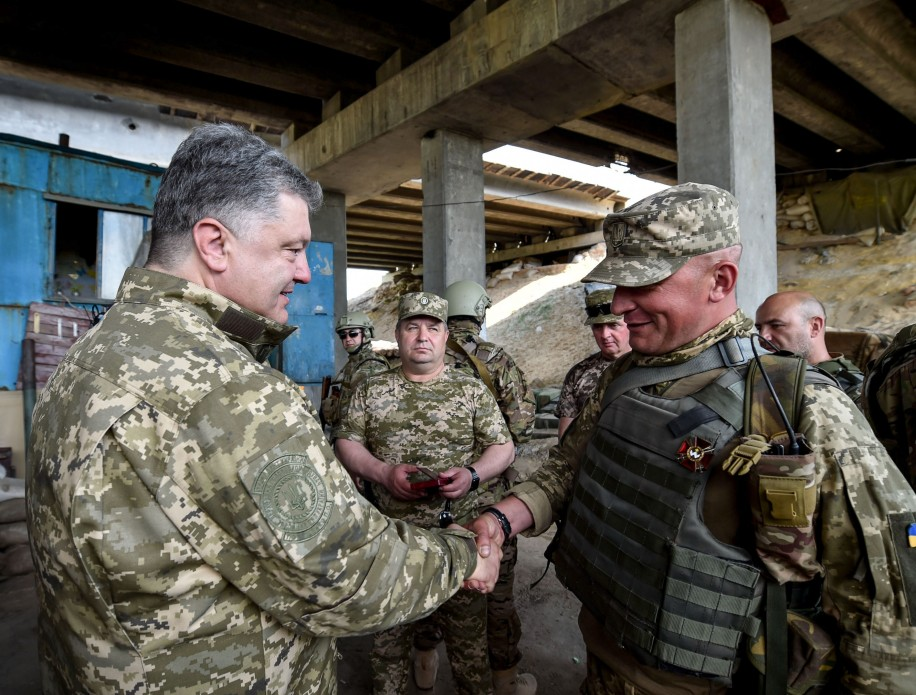
En 2016 avec le Président Petro Porochenko.
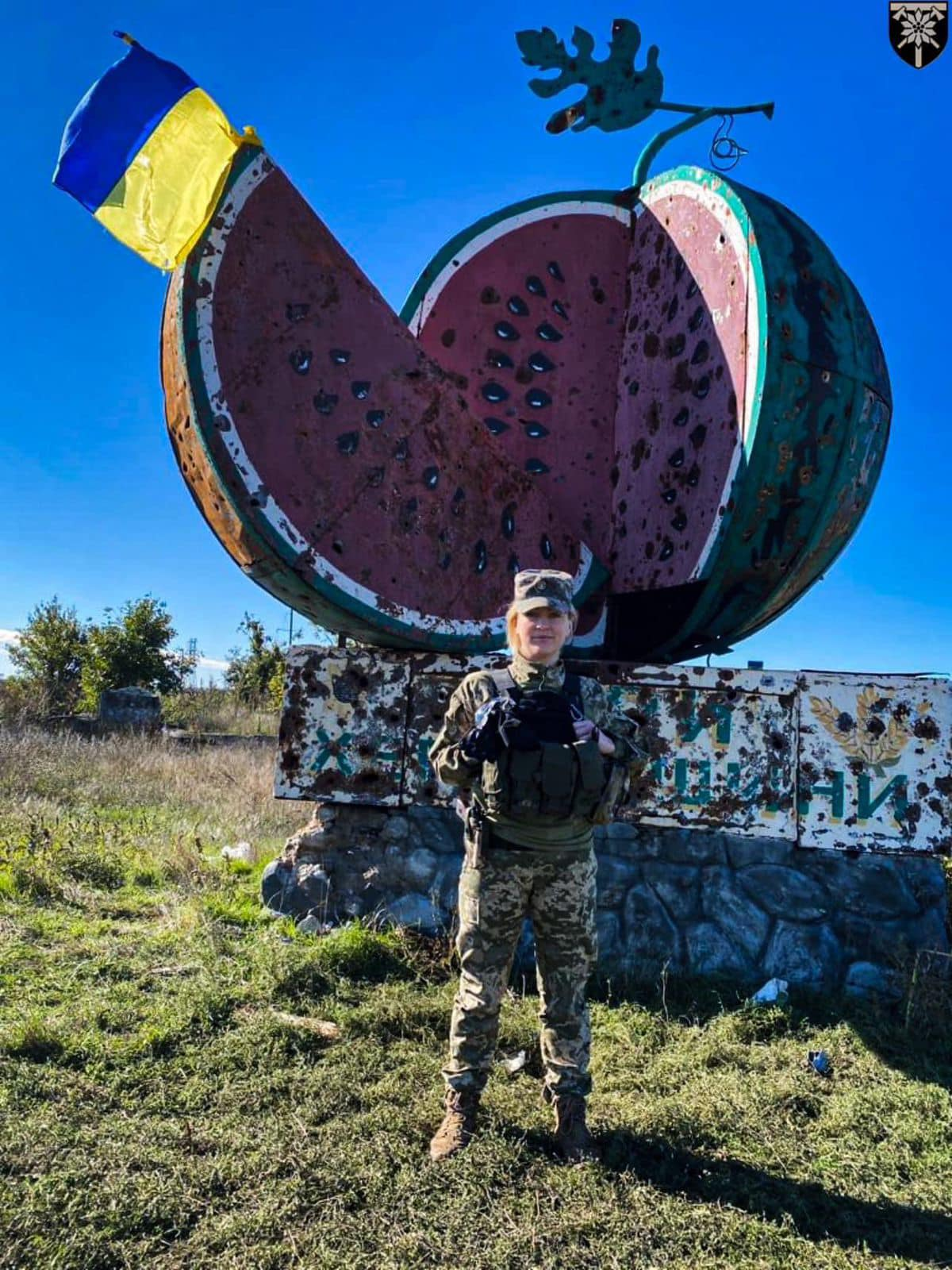
le 9 novembre 2022, seconde bataille de Kherson.

### Invasion russe de l'Ukraine

#### Défense de Zaporijjia et Sievierodonetsk (février - août 2022)
Au moment du déclenchement du conflit, l'essentiel de la brigade est déployé dans l'oblast de Zaporijjia en protection de la ville. Une compagnie de chars est envoyée pour porter assistance aux unités de la Garde nationale, du 115e bataillon territorial et au 9e bataillon motorisé à Melitopol mais la ville est définitivement capturé le 26 février. Des éléments de la brigade engage également les russes au sud d'Enerhodar où se trouvent la centrale nucléaire de Zaporijjia. Un homme parvient notamment à détruire plusieurs blindés à l'aide d'un FGM-148 Javelin. Pendant ce temps, une partie du bataillon d'artillerie Cerberus est dans le secteur de Kyïv. Le 26 février, un bombardement russe sur Vassylkiv cause la mort de 8 hommes du bataillon alors qu'ils se dirigeaient vers la capitale. Au sud, après son replie, la brigade établit une ligne de défense au sud de Zaporijjia entre Vassylivka, Orikhiv et Houliaïpole afin de contenir la progression,. Le 2e bataillon d'assaut retient les Russes entre Orikhiv et Vassylivka près des villages de Myrne et Nesteryanka,. Le 6 mars, le 1er bataillon d'assaut est impliquée dans de violents combats dans le village de Mali Shcherbaky, sur la T0812 et subit des pertes. Le 15e bataillon d'assaut de montagne dirigé par le lieutenant-colonel Ivan Holishevsky est déployée dans le secteur de Sievierodonetsk. Il prend part à la bataille de Kreminna protégeant l'accès nord de la ville devant la P66 entre la ville et la commune de Krasnoritchenske où il retient les Russes leur infligeant de lourdes pertes,. Le 19 mars, la brigade aurait abattu un hélicoptère Ka-52 à l'aide d'un missile Manpads. Le 22 mars, au cours de combat dans la zone de Zaporijia, elle capture un lieutenant-colonel, chef du groupe d'information et de contre-action psychologique de la 47084e unité militaire de l'armée russe.
En avril, le 15e bataillon est engagé dans de violents combats à Kreminna qui est finalement capturé le 19 avril. Il se replie ensuite sur Yampil puis sur l'autre rive du Siversky Donets. En mai, aux côtés de la 80e brigade d'assaut aérien, il repousse les tentatives russes de traverser la rivière afin d'encercler Sievierodonetsk et Lyssytchansk par l'ouest détruisant plusieurs BTG de la 74e brigade de fusiliers motorisés ,. Le 6 mai 2022, la 128e brigade reçoit la distinction présidentielle Pour le Courage et la Bravoure. Le reste de la brigade est parvenu à stabiliser le front entre Kamianske (raïon de Vassylivka) (en) et Orikhiv repoussant les quelques approches de la 19e division de fusiliers motorisés. Les forces russes se focalisent alors sur l'espace Houliaïpole-Velyka Novossilka. Le 1er bataillon vient alors renforcer la 59e brigade motorisée et la 108e brigade de défense territoriale et prend part aux combats autour de Malynivka (raïon de Polohy) (en), les Russes essayant de capturer Vishneve et Stepove. Le 15e bataillon se retire ensuite en même temps que le reste des forces ukrainiennes de la poche de Sievierodonetsk tandis que le reste de la brigade continue de tenir le front d'Orikhiv.

#### Contre-offensive de Kherson (août - novembre 2022)

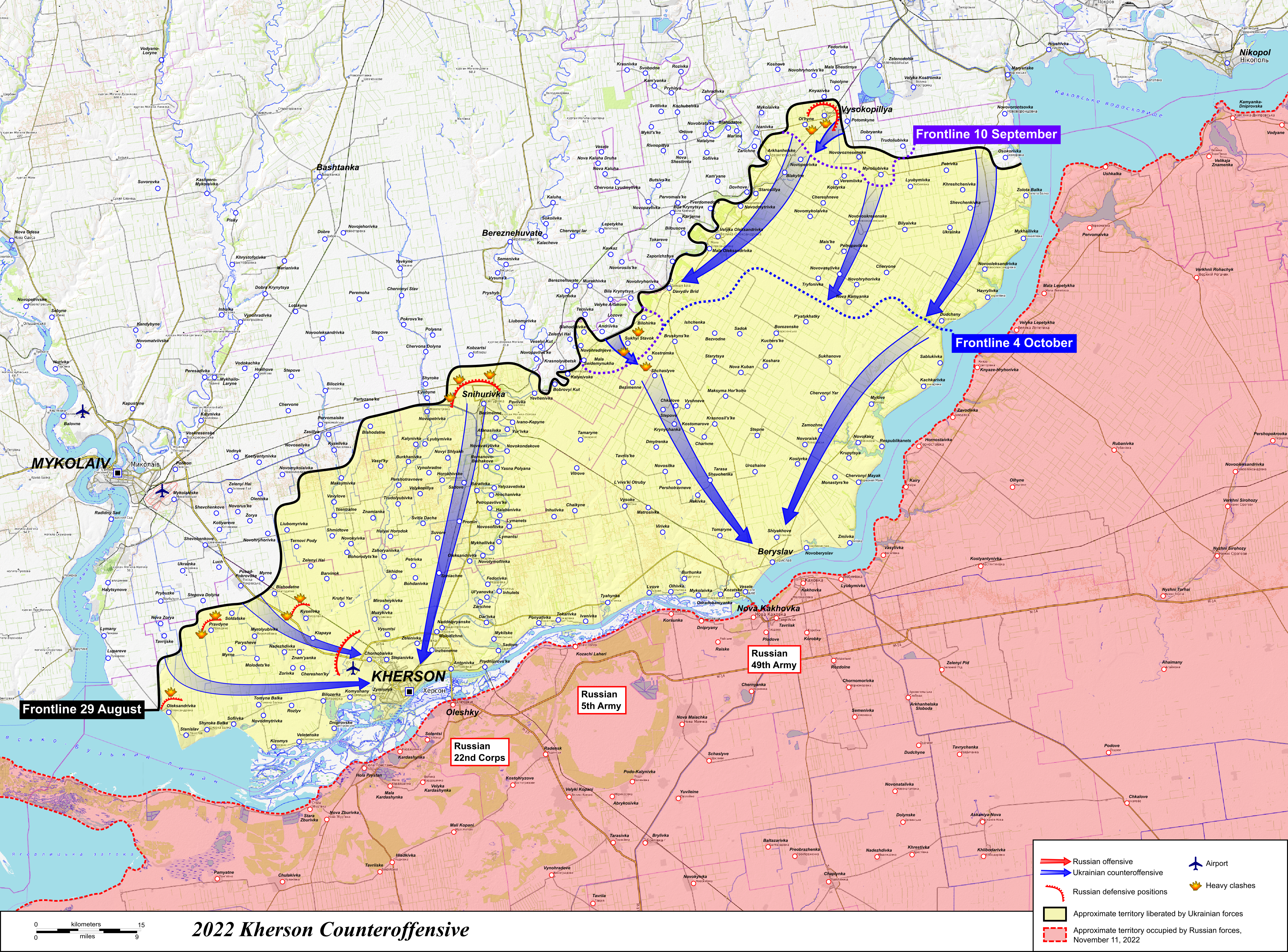

En août 2022, la brigade est redéployée dans le raïon de Beryslav (oblast de Kherson) en prévision de la contre-offensive ukrainienne qui débute le 29 août durant laquelle elle joue un rôle primordiale. La brigade est positionnée au nord-est du front de Kherson près de Novovoznesens'ke (uk) et  Myrolyubivka (uk) qu'elle attaque le premier jour, la 60e brigade mécanisée sur sa gauche. Les premiers jours sont difficiles, la 128e est d'abord contenu par la 83e brigade d'assaut aéroporté de la Garde et une de ses colonnes blindés est partiellement détruite à proximité de Petrivka. La brigade subit de lourdes pertes mais finit par libérer les deux villages après une semaine de combats acharnés et meurtriers et inflige, selon ses communiqués, des pertes importantes à la 83e brigade,,,. Le 1er octobre, la 60e brigade, renforcée par la 57e brigade motorisée et des éléments de la 17e brigade de chars percent le front, le long du Dniepr en direction de Doudtchany. La 128e brigade pousse alors, sur leur flanc droit au nord de la T0403. Au prix de combats difficiles et de lourdes pertes elle libère Lyubimivka (uk) le 2 octobre à l'est, puis progresse rapidement vers le sud en direction de Bilyaïvka (uk) puis Chervone (uk) et vers le sud-ouest Nova Kam'yanka (uk). Le 2e bataillon poursuit la progression à travers champs entre Dutchany et Nova Kamyanka le 5, appuyés par des chars de la 17e brigade. Ils tombent face à la 34e brigade de fusiliers motorisés de montagne et engage le combat contre eux détruisant plusieurs blindés. Ils sont ensuite relayés par un bataillon de fusiliers. Le 15 octobre, la 6e compagnie du 2e bataillon et la 3e compagnie du 15e bataillon appuyés par des chars attaquent les positions russes entre Nova Kamianka et P'yatykhatky mais sont reppoussés notamment par des frappes aériennes et subissent de lourdes pertes, au moins trente homme sont tués,,,. La brigade reste ensuite déployée dans le secteur jusqu'à la reprise de la tête de pont de Kherson et le retrait des forces russes. La 128e brigade aura joué un rôle important durant la contre-offensive, employé en première ligne pendant toute sa durée et participant à la percée de Doudtchany. Au cours des deux mois et demi de combats, au moins 150 hommes de la brigade sont tués au combats. À la suite du succès de la contre-offensive, le commandant de brigade, le colonel Oleh Honcharuk, reçoit le titre de Héros de l'Ukraine.

#### Bataille de Bakhmout (décembre 2022 - février 2023)
Début décembre, la brigade est envoyée dans le secteur de Bakhmout en rotation de la 93e brigade mécanisée protégeant le flanc nord à proximité de Soledar qui subit des assauts incessants du groupe Wagner. Elle est engagée dans de violents dans le village de Yakovlivka aux côtés du 109e bataillon de la 10e brigade d'assaut de montagne avec pour objecif d'empêcher les Russes de franchir la T1302. Dès le premier jour de rotation, la brigade subit des bombardements. Le village est finalement capturé par les Russes le 16 décembre après plusieurs jours d'assauts. Durant la bataille, la brigade subit des pertes importantes avant d'être relevée en janvier 2023 par la 46e brigade aéromobile. Au même moment, le 15e bataillon est positionné sur le front sud de Zaporijia. À partir du mois de février, la brigade défend le village de Paraskoviivka en périphérie nord de Bakhmout.

#### Retour sur le front de Zaporijjia (mars 2023 - septembre 2024)
La brigade est retirée du front après la bataille de Soledar pour être reconstituée et envoyée sur le front sud en vue de la contre-offensive de 2023 dans l'oblast de Zaporijjia sur ses précédentes positions entre Kamianske et Orikhiv le long de la T0812. Le 16 avril, le 2e bataillon d'assaut repousse un assaut d'infanterie dans le secteur infligeant de lourdes pertes aux Russes. À partir du 6 juin, la brigade participe à la contre-offensive. La brigade, épaulée par le 130e bataillon de reconnaissance libèrent le village de Lobkove le 11 juin puis le celui de Pyatykhatky le 18 juin 2023 encerclant et infligeant ainsi de nombreuses pertes au bataillon « Štorm Ossétia ».  Des sources russes font état de la mort de plus de 300 soldats et du commandant adjoint du bataillon, qui aurait donc été complètement détruit. La brigade attaque ensuite le village voisin de Zhereb'yanky, défendu par le BARS-32, étant contrainte de s'arrêter en raison de nombreuses contre-attaques russes menées par le 429e régiment de la 19e division de fusiliers motorisés et par la 810e brigade d'infanterie de marine de la Garde dans les jours suivants. La brigade se met ensuite en second échelon, limitant les actions offensives. Après l'échec de la contre-offensive, la brigade reste déployée dans le même secteur,. Le 3 novembre 2023, une cérémonie de remise de prix aux soldats de la brigade, organisée à l'occasion de la Journée de l'artillerie à proximité du front, est touchée par un missile russe Iskander-M. Le commandement ukrainien confirme le nombre de victimes à 28 morts, dont le commandant adjoint, le lieutenant-colonel Andrij Tarasenko, et 53 blessés. Il annonce également l'ouverture d'une enquête interne pour déterminer les responsabilités dans l'incident. Le commandant de brigade, le colonel Dmytro Lysjuk, arrivé en retard à la cérémonie, obligeant les soldats à l'attendre pendant une demi-heure, est temporairement suspendu de ses fonctions. En mars 2024, le 2e bataillon se déporte dans le saillant de Robotyne afin d'épauler la 65e brigade mécanisée qui fait face à des contre-attaques russes. Le 10 mars 2024, les soldats de la 128e brigade d'assaut de montagne tue l'un des commandants de l'unité russe Akhmat près de Robotyne, dans l'oblast de Zaporijjia. Le 1er bataillon de fusiliers, tient les positions en face de la localité de Nesteryanka dans laquelle ses drones harcèlent les forces Russes leur infligeant des pertes.

#### Bataille de Velyna Novosika (depuis octobre 2024)
En octobre 2024, après que les forces russes aient capturé le verrou de Vouhledar dans l'oblast de Donetsk, la 128e brigade est envoyée dans le secteur pour contenir la progression russe qui menace désormais Velyka Novossilka par l'est. Le 4e bataillon motorisé attaque les colonnes mécanisées russes près du village de Prechystivka leur infligeant des pertes et détruisant plusieurs blindés. La brigade défend ensuite la zone située entre  Shakhtarske  et Novoukraïnka avant d'entamer un repli progressif. Dans les semaines suivantes, elle défend le secteur de Velyka Novosilka contre les assauts russes, réussissant à stabiliser la ligne de front grâce à quelques contre-attaques réussies.

## Structure

### Ordre de bataille

#### Composition en 2000
- 128e division mécanisée de la Garde
  -  commandement de la division, à Oujhorod
  -  315e régiment mécanisé (uk), à Berehove
  -  327e régiment mécanisé (uk), à Oujhorod
  -  820e régiment mécanisé (uk), à Moukatchevo
  -  398e régiment de chars « Oujhorod », à Oujhorod
  -  331e régiment d'artillerie (uk), à Peretchyn
  -  757e bataillon antichar, à Svaliava
  -  253e régiment antiaérien, à Svaliava
  -  47e bataillon de reconnaissance

#### Composition en 2024
En octobre 2024, l'ordre de bataille connu de la brigade est le suivant :
- État-major de la brigade ;
  - 
    -  Compagnie de protection du QG ;

  -  1er bataillon d'assaut en montagne « Lynx » ;
  -  2e bataillon d'assaut de montagne ;
  -  15e bataillon d'assaut de montagne « Sébastopol » (uk) (A1778 Oujhorod ;
  -  Bataillon d'infanterie motorisée « Ours » (ex 4e bataillon de défense territoriale de Transcarpatie de 2014) ;
  -  1er bataillon de fusiliers ;
  -  2e bataillon de fusiliers ;
  -  Bataillon de chars (des T-72) ;
  -  17e groupe d'artillerie de brigade « Achille » (бригадна артилерійська група, abrégé en БрАГ) :
    - 
      -  État-major (штаб) du groupe d'artillerie ;
      -  batterie de contrôle et d'acquisition de cibles « Mavic »;

    -  1er bataillon d'artillerie automotrice « Cerberus » [60] (2S1 Gvozdika) ;
    -  2e bataillon d'artillerie ;
    -  Bataillon de lance-roquettes multiples (BM-21 Grad) ;
    -  Bataillon antichar (armée notamment de MT-12 Rapira) ;

  -  Bataillon antiaérien (avec des missiles sol-air) ;
  -  compagnie de reconnaissance ;
  -  Compagnie de drones d'attaque « les Fils de Hors »
  -  534e bataillon du génie ;
  -  Bataillon logistique ;
  -  Bataillon de maintenance ;
  -  Compagnie de transmissions ;
  -  Compagnie de radar (pour la désignation d'objectifs) ;
  -  Compagnie médicale (soins et évacuation) ;

Au combat, les divisions ou batteries d'artillerie, les compagnies de chars, ainsi que des détachements antichars, antiaériens, de reconnaissance ou du génie peuvent être affectés à chacun des bataillons d'infanterie, pour former un ou plusieurs groupes tactiques (батальйонної тактичної групи, abrégé en БТГр, équivalent des BTG russes). Le commandant de la brigade peut aussi conserver une réserve d'artillerie et utiliser son bataillon de chars comme unité de choc.

### Armement
- Un bataillon de chars sur de T-72EA livrés par la Tchéquie complétés par des T-72AMT et AV.
- Trois bataillons d'assaut équipés de blindés BMP-1, BMP-2  et BTR-80
- Bataillon motorisé sur M113[61]
- Un groupe d'artillerie sur canons automoteurs 2S1 Gvozdika, artillerie tractée D-20[62] et BM-21 Grad
- Compagnie de reconnaissance sur BRDM-2.

### Commandants
- 1995–1996 : Serhiï Kiritchenko (Сергій Кириченко)
- 2017–2019 : Serhiy Sobko (Сергій Собко)
- octobre au 19 novembre 2019 : Evheny Korostovel (Євге́н Коростельо́в), mort au combat.
- 2019–2022 : Oleh Hontcharouk (ru) (Олег Гончарук)
- 7 septembre au 15 décembre 2022 : Denis Chaiouk (Денис Чаюк)
- depuis le 15 décembre 2022 : colonel Dmytro Lysyuk (Дмитро Лисюк)